# 18. pehotni polk (Avstro-Ogrska)
Za druge 18. polke glejte 18. polk.
18. pehotni polk (izvirno nemško Infanterie Regiment Nr. 18; dobesedno slovensko: Pehotni polk št. 18) je bil pehotni polk avstro-ogrske skupne vojske.

## Poimenovanje
- Böhmisches Infanterie Regiment »Erzherzog Leopold Salvator« Nr. 18/Bohemijski pehotni polk »Nadvojvoda Leopold Salvator« št. 18
- Infanterie Regiment Nr. 18 (1915 - 1918)

## Zgodovina
Polk je bil ustanovljen leta 1682. 

### Prva svetovna vojna
Polkovna narodnostna sestava leta 1914 je bila sledeča: 75% Čehov, 23% Nemcev in 2% drugih. Naborni okraj polka je bil v Hradec Královu, pri čemer so bile polkovne enote garnizirane sledeče: Hradec Králové (štab, I., III. in IV. bataljon) in Nevesinje (II. bataljon).
Med prvo svetovno vojno se je polk bojeval tudi na soški fronti. Polk je na soško fronto prvispel 27. oktobra 1914 med tretjo soško ofenzivo.
V sklopu t. i. Conradovih reform leta 1918 (od junija naprej) je bilo znižano število polkovnih bataljonov na 3.

## Organizacija
1918 (po reformi)
- 1. bataljon
- 2. bataljon
- 4. bataljon

## Poveljniki polka
- 1859: Carl Chevalier Hervay von Kirchberg[9]
- 1865: Carl Chevalier Hervay von Kirchberg[10]
- 1879: Theodor von Risch[11]
- 1908: Gustav von Malzer[12]
- 1914: Franz Ottahal von Ottenhorst[1]